# António Granjo
António Joaquim Granjo (ɐ̃ˈtɔniu ˈɡɾɐ̃ʒu), né à Chaves le 27 décembre 1881 et assassiné à Lisbonne le 19 octobre 1921, est un avocat et homme d'État portugais.

## Biographie
Il est républicain dès sa jeunesse, et est membre de la Assemblée nationale constituante, élue le 28 mai 1911. Il combat lors de la Première Guerre mondiale, et écrit un livre sur ses expériences.
Après que le président Sidónio Pais est assassiné, Granjo entreprend des mesures contre la « monarchie du Nord ». Il est maire de Chaves, de février à juillet 1919. Il est élu, la même année, à la Chambre des députés, par le Parti républicain évolutionniste, avant d'être l'un des fondateurs de son mouvement successeur, le Parti républicain libéral. Ministre de la Justice sous le gouvernement de coalition de Domingos Leite Pereira, il est deux fois Premier ministre, la première fois, du 19 juillet au 20 novembre 1920, dans un gouvernement libéral. Puis de nouveau, à partir du 30 août 1921.
Granjo est assassiné, durant l'exercice de ses fonctions, au cours de la tristement célèbre Noite Sangrenta (« Nuit sanglante »), le 19 octobre 1921. L'appartenance politique de ses assassins est toujours discutée. Cette même nuit, deux autres républicains de premier plan de sympathies modérément de droite, António Machado Santos (pt) (généralement connu comme le fondateur de la République) et José Carlos da Maia (pt), ont également perdu la vie.